# Jens Kidman
Jens Roland Kidman (ur. 8 czerwca 1966) – szwedzki muzyk, kompozytor, wokalista, autor tekstów i instrumentalista. Kidman jest wieloletnim wokalistą oraz współzałożycielem grupy muzycznej Meshuggah, współpracował on ponadto z grupą Mushroomhead.

## Dyskografia
- Mushroomhead - XIII (2003, Universal Records, gościnnie)